# NHL Stadium Series 2025

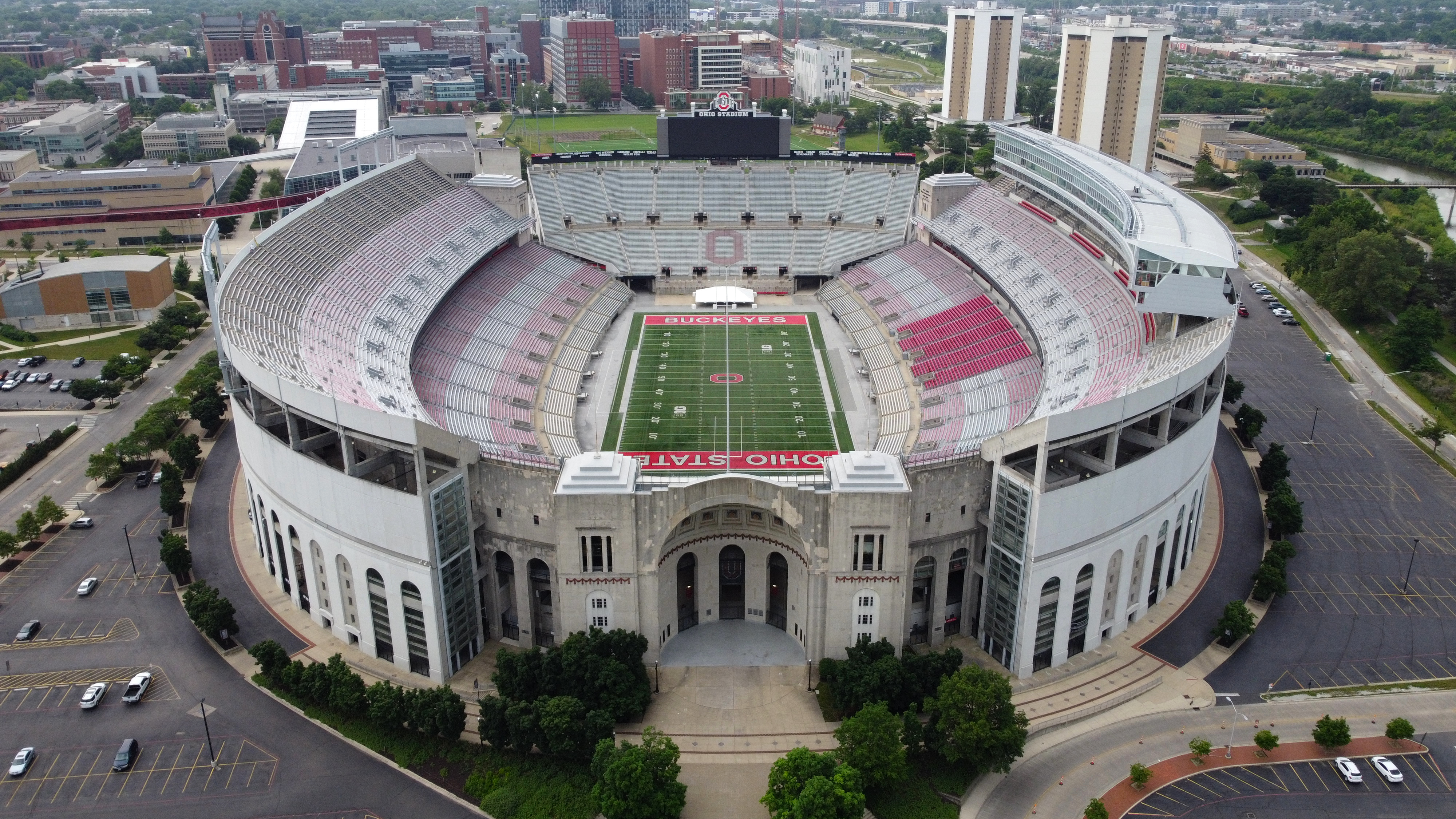
Arenan som stod värd för sportarrangemanget, 2021.

NHL Stadium Series 2025 var ett sportarrangemang i den nordamerikanska ishockeyligan National Hockey League (NHL) där en grundspelsmatch spelades utomhus mellan Columbus Blue Jackets och Detroit Red Wings på Ohio Stadium i Columbus, Ohio i USA den 1 mars 2025.

## Matchen

### Laguppställningarna
| Vänsterforwards    | Centrar          | Högerforwards    |
| ------------------ | ---------------- | ---------------- |
| Dmitrij Voronkov   | Adam Fantilli    | Kirill Martjenko |
| James van Riemsdyk | Boone Jenner (C) | Kent Johnson     |
| Zach Aston-Reese   | Justin Danforth  | Mathieu Olivier  |
| Mikael Pyyhtiä     | Sean Kuraly (A)  | Joseph LaBate    |
| Backar             |                  | Backar           |
| Zach Werenski (A)  |                  | Dante Fabbro     |
| Denton Mateychuk   |                  | Ivan Provorov    |
| Jake Christiansen  |                  | Damon Severson   |
|                    | Målvakter        |                  |
|                    | Elvis Merzļikins |                  |
|                    | Daniil Tarasov   |                  |
|                    | Tränare          |                  |
|                    | Dean Evason      |                  |

| Vänsterforwards   | Centrar          | Högerforwards      |
| ----------------- | ---------------- | ------------------ |
| Marco Kasper      | Dylan Larkin (C) | Lucas Raymond      |
| Alex DeBrincat    | J.T. Compher     | Patrick Kane (A)   |
| Elmer Söderblom   | Joe Veleno       | Vladimir Tarasenko |
| Jonathan Berggren | Tyler Motte      | Christian Fischer  |
| Backar            |                  | Backar             |
| Ben Chiarot (A)   |                  | Moritz Seider      |
| Simon Edvinsson   |                  | Albert Johansson   |
| Erik Gustafsson   |                  | Justin Holl        |
|                   | Målvakter        |                    |
|                   | Cam Talbot       |                    |
|                   | Alex Lyon        |                    |
|                   | Tränare          |                    |
|                   | Todd McLellan    |                    |

### Resultatet
| 0948 | 1 mars 2025 | Columbus Blue Jackets | 5 – 3          | Detroit Red Wings | Ohio Stadium | |
|      |             | Första perioden: — Andra perioden: Denton Mateychuk (05:31) Assists: Jenner, van Riemsdyk Dmitrij Voronkov (PP) (17:23) Assists: Johnson, Werenski Mathieu Olivier (17:55) Assist: Danforth Tredje perioden: Justin Danforth (17:43) Assists: Aston-Reese, Provorov Adam Fantilli (18:52) Assists: Werenski, Jenner | Rapport Källa: | Första perioden: — Andra perioden: (13:06) (PP) Alex DeBrincat Assists: Kane, Seider Tredje perioden: (03:34) Patrick Kane Assists: Edvinsson, Johansson (16:36) Alex DeBrincat Assists: Gustafsson, Kane | Columbus, Ohio, USA Publik: 94 751 Domare: Francis Charron, Kendrick Nicholson Linjedomare: Travis Gawryletz, Jesse Marquis | Columbus, Ohio, USA Publik: 94 751 Domare: Francis Charron, Kendrick Nicholson Linjedomare: Travis Gawryletz, Jesse Marquis |
|      |             | |                | | Columbus, Ohio, USA Publik: 94 751 Domare: Francis Charron, Kendrick Nicholson Linjedomare: Travis Gawryletz, Jesse Marquis | Columbus, Ohio, USA Publik: 94 751 Domare: Francis Charron, Kendrick Nicholson Linjedomare: Travis Gawryletz, Jesse Marquis |
|      |             | |                | | Columbus, Ohio, USA Publik: 94 751 Domare: Francis Charron, Kendrick Nicholson Linjedomare: Travis Gawryletz, Jesse Marquis | Columbus, Ohio, USA Publik: 94 751 Domare: Francis Charron, Kendrick Nicholson Linjedomare: Travis Gawryletz, Jesse Marquis |

#### Matchstatistik
|                     | Columbus Blue Jackets | Detroit Red Wings |
| ------------------- | --------------------- | ----------------- |
| Powerplay           | 1/1                   | 1/2               |
| Tacklingar          | 25                    | 31                |
| Vunna tekningar (%) | 50,9                  | 49,1              |
| Blockerade skott    | 22                    | 14                |
| Utvisningsminuter   | 4                     | 2                 |

| Period | Columbus Blue Jackets | Detroit Red Wings |
| ------ | --------------------- | ----------------- |
| Första | 6                     | 14                |
| Andra  | 7                     | 11                |
| Tredje | 8                     | 21                |
| Totalt | 21                    | 46                |

#### Utvisningar
| Spelare          | Utvisning       | Utvisningsminuter | Tid             |
| Första perioden  | Första perioden | Första perioden   | Första perioden |
| Andra perioden   | Andra perioden  | Andra perioden    | Andra perioden  |
| ---------------- | --------------- | ----------------- | --------------- |
| Dante Fabbro     | Interference    | 2:00              | 12:18           |
| Tredje perioden  |                 |                   |                 |
| Kirill Martjenko | High-sticking   | 2:00              | 05:27           |

| Spelare         | Utvisning       | Utvisningsminuter | Tid             |
| Första perioden | Första perioden | Första perioden   | Första perioden |
| Andra perioden  | Andra perioden  | Andra perioden    | Andra perioden  |
| --------------- | --------------- | ----------------- | --------------- |
| Moritz Seider   | Tripping        | 2:00              | 17:15           |
| Tredje perioden |                 |                   |                 |

### Statistik

#### Columbus Blue Jackets

##### Utespelare
| Spelare            | Mål | Assists | Poäng | +/− | Utvisningsminuter | Skott | Vunna tekningar (%) | Tacklingar | Tid på isen |
| ------------------ | --- | ------- | ----- | --- | ----------------- | ----- | ------------------- | ---------- | ----------- |
| Justin Danforth    | 1   | 1       | 2     | +2  | 0                 | 3     | 42,9                | 6          | 14:22       |
| Boone Jenner       | 0   | 2       | 2     | +1  | 0                 | 1     | 46,2                | 1          | 15:03       |
| Zach Werenski      | 0   | 2       | 2     | 0   | 0                 | 2     | 0                   | 0          | 29:53       |
| Adam Fantilli      | 1   | 0       | 1     | +1  | 0                 | 2     | 55,6                | 1          | 17:43       |
| Denton Mateychuk   | 1   | 0       | 1     | +1  | 0                 | 1     | 0                   | 0          | 17:46       |
| Mathieu Olivier    | 1   | 0       | 1     | +2  | 0                 | 2     | 50,0                | 5          | 14:51       |
| Dmitrij Voronkov   | 1   | 0       | 1     | 0   | 0                 | 3     | 0                   | 2          | 17:57       |
| Zach Aston-Reese   | 0   | 1       | 1     | +2  | 0                 | 1     | 0                   | 2          | 15:33       |
| Kent Johnson       | 0   | 1       | 1     | 0   | 0                 | 0     | 0                   | 0          | 14:08       |
| Ivan Provorov      | 0   | 1       | 1     | +2  | 0                 | 0     | 0                   | 0          | 20:44       |
| James van Riemsdyk | 0   | 1       | 1     | 0   | 0                 | 2     | 100                 | 0          | 12:25       |
| Jake Christiansen  | 0   | 0       | 0     | +1  | 0                 | 0     | 0                   | 1          | 13:49       |
| Dante Fabbro       | 0   | 0       | 0     | –1  | 2                 | 0     | 0                   | 1          | 25:20       |
| Sean Kuraly        | 0   | 0       | 0     | –1  | 0                 | 0     | 62,5                | 1          | 14:25       |
| Joseph LaBate      | 0   | 0       | 0     | –1  | 0                 | 1     | 0                   | 4          | 10:24       |
| Kirill Martjenko   | 0   | 0       | 0     | +1  | 2                 | 3     | 0                   | 1          | 17:51       |
| Mikael Pyythiä     | 0   | 0       | 0     | –1  | 0                 | 0     | 0                   | 0          | 12:24       |
| Damon Severson     | 0   | 0       | 0     | +1  | 0                 | 0     | 0                   | 0          | 12:34       |
| Källa:             |     |         |       |     |                   |       |                     |            |             |

##### Målvakt
| Spelare          | Skott mot sig | Räddningar | Insläppta mål | Räddningsprocent | Utvisningsminuter | Tid på isen |
| ---------------- | ------------- | ---------- | ------------- | ---------------- | ----------------- | ----------- |
| Elvis Merzļikins | 46            | 43         | 3             | 0,935            | 0                 | 60:00       |
| Källa:           |               |            |               |                  |                   |             |

#### Detroit Red Wings

##### Utespelare
| Spelare            | Mål | Assists | Poäng | +/− | Utvisningsminuter | Skott | Vunna tekningar (%) | Tacklingar | Tid på isen |
| ------------------ | --- | ------- | ----- | --- | ----------------- | ----- | ------------------- | ---------- | ----------- |
| Patrick Kane       | 1   | 2       | 3     | –1  | 0                 | 5     | 0                   | 0          | 20:16       |
| Alex DeBrincat     | 2   | 0       | 2     | –1  | 0                 | 6     | 0                   | 0          | 21:11       |
| Simon Edvinsson    | 0   | 1       | 1     | 0   | 0                 | 3     | 0                   | 0          | 20:36       |
| Erik Gustafsson    | 0   | 1       | 1     | 0   | 0                 | 1     | 0                   | 2          | 15:57       |
| Albert Johansson   | 0   | 1       | 1     | –1  | 0                 | 1     | 0                   | 2          | 19:19       |
| Moritz Seider      | 0   | 1       | 1     | –1  | 2                 | 2     | 0                   | 3          | 25:06       |
| Jonathan Berggren  | 0   | 0       | 0     | 0   | 0                 | 1     | 0                   | 0          | 10:51       |
| Ben Chiarot        | 0   | 0       | 0     | 0   | 0                 | 3     | 0                   | 3          | 20:53       |
| J.T. Compher       | 0   | 0       | 0     | 0   | 0                 | 4     | 41,2                | 1          | 19:06       |
| Christian Fischer  | 0   | 0       | 0     | 0   | 0                 | 0     | 0                   | 1          | 05:09       |
| Justin Holl        | 0   | 0       | 0     | –1  | 0                 | 2     | 0                   | 0          | 14:14       |
| Marco Kasper       | 0   | 0       | 0     | 0   | 0                 | 1     | 50,0                | 6          | 19:37       |
| Dylan Larkin       | 0   | 0       | 0     | –1  | 0                 | 5     | 50,0                | 5          | 21:58       |
| Tyler Motte        | 0   | 0       | 0     | 0   | 0                 | 2     | 100                 | 0          | 06:06       |
| Lukas Raymond      | 0   | 0       | 0     | –1  | 0                 | 5     | 0                   | 1          | 21:29       |
| Elmer Söderblom    | 0   | 0       | 0     | –1  | 0                 | 0     | 50,0                | 2          | 09:30       |
| Vladimir Tarasenko | 0   | 0       | 0     | –2  | 0                 | 3     | 0                   | 1          | 15:44       |
| Joe Veleno         | 0   | 0       | 0     | –1  | 0                 | 2     | 45,5                | 4          | 13:23       |
| Källa:             |     |         |       |     |                   |       |                     |            |             |

##### Målvakt
| Spelare    | Skott mot sig | Räddningar | Insläppta mål | Räddningsprocent | Utvisningsminuter | Tid på isen |
| ---------- | ------------- | ---------- | ------------- | ---------------- | ----------------- | ----------- |
| Cam Talbot | 20            | 16         | 4             | 0,800            | 0                 | 59:27       |
| Källa:     |               |            |               |                  |                   |             |